# Sebastian Nyberg
Sebastian Nyberg, född 27 februari 1971, är en finlandssvensk serietecknare och författare.

## Biografi
Nyberg är bördig från Sibbo och är till utbildningen diplomingenjör i datateknik (1999). Han är bosatt i Helsingfors och arbetar som webbutvecklare.

## Verksamhet

### Tecknade serier
Sebastian Nyberg inträdde på serietecknarbanan 1995 då hans serier trycktes i Teknologföreningens tidning Modulen. Två år senare publicerades han även i Studentbladet. Han inspirerades enligt egen utsago av svenska serietecknare från 1980-talet som Lars Sjunnesson och Joakim Pirinen. Efter en paus återupptog han skapandet 2003 och i hans första album, Feta blås, som gavs ut 2005 på eget förlag, samlas både hans teckningar från 1997–1998 och två nytecknade serier.
År 2005 erhöll Nyberg delat förstapris i Finlands serieförenings tävling för finlandssvenska tecknare. Det belönade bidraget var serienovellen Ulrik Asborg i det hårda livet efter döden.
Efter det första albumet kunde Nyberg ägna sig åt sitt skapande i stort sett på heltid, och 2006 började Hufvudstadsbladet publicera hans söndagsserie Psyko-pojken. Andra tidningar där hans verk har synts till är Svensk Framtid, Papper, Ernie, Hjälp!, Knasen, Forum för ekonomi och teknik och Ilta-Sanomat.
Hans andra album, Bråkstakarpersoner, gavs ut 2006 och i detta blandas samtidsanalyser med berättelser om Urho Kekkonen och Johan Ludvig Runeberg
Nybergs tredje album, Insekt-polisen (2009), blev det första i vilket han berättar en längre sammanhängande berättelse. Läsaren får följa en skadedjursbekämpare som av misstag tilldelats polisiära befogenheter.
Nybergs blogg, Basses bästa, där han publicerar sina strippar, föddes 2010 och har omnämnts som en av de mest populära finlandssvenska humorbloggarna. Ett urval gavs 2014 ut i bokformat under samma titel. Det blev hans första album som inte var publicerat på eget förlag. Fokuset ligger på vardagslivets utmaningar som skildras med humor och absurditet.
Till Finlands jubileumsår 2017 gav Schildts & Söderströms ut en väggalmanacka med Nybergs bilder, Finland 100 år.
År 2018 ingick en analys av en av Nybergs seriestrippar i studentexamensprovet i modersmålet.

### Skönlitteratur
Sebastian Nyberg har ställt upp i Arvid Mörne-tävlingen där han har utmärkts två gånger i diktkategorin: 1992 med ett hedersomnämande och 1994 med ett andrapris. År 2018 publicerades hans novell Sjösyrsan som en del av serien En liten bok.
År 2021 debuterade Nyberg som romanförfattare med Rigelstenen, en fantasyroman för ungdomar. Handlingen kretsar kring en grupp åttondeklassare som måste lösa ett gammalt mysterium. Berättelsen växlar mellan modern tid, 1800-talet och 1100-talet och tar upp nutida ungdomsproblem som mobbning.
Även hans andra roman, Adjutantens hemlighet, som kom ut 2022, riktar sig till unga läsare. Det är en barndeckare som utspelar sig i Virdois och handlingen följer fyra kusiner vars loppisfynd blir början på en jakt efter en hemlig skatt. Även denna berättelse är förankrad i historiska händelser, nämligen Finska kriget 1808–1809. Flera recensenter har påpekat paralleller mellan Adjutantens hemlighet och Fem-böckerna av den brittiska författaren Enid Blyton.
År 2022 upgav Nyberg att han arbetade på sin tredje roman, vilken skulle bli hans första för vuxna.

### Övrig medverkan
Den 16 juli 2015 sommarpratade Sebastian Nyberg i Radio Vega.

### Seriealbum
- Feta blås, Suunnittelutoimisto Johde, 2005
- Bråkstakarpersoner, Suunnittelutoimisto Johde, 2006, ISBN 9529212984, Libris 10437757
- Insekt-polisen, Suunnittelutoimisto Johde, 2009, ISBN 978-952-92-6513-8, Libris 11751981
- Basses bästa, Schildts & Söderströms, 2014, ISBN 9789515234582, Libris 16421988

### Skönlitteratur
- Rigelstenen, Schildts & Söderströms, 2021, ISBN 9789515252500, Libris w8g5gtx6tns65xbk
- Adjutantens hemlighet, Schildts & Söderströms, 2022, ISBN 9789515257673, Libris r64n0pq0p66nq3zv

### Övrigt
- Finland 100 år. Jubileumsalmanacka, Schildts & Söderströms, 2016, ISBN 9789515240156